# Ийтти
И́йтти (фин. Iitti, швед. Itis) — община в провинции Пяйят-Хяме на юге Финляндии. Общая площадь территории — 687,08 км², из которых 97,27 км² покрыто водой.
В 2021 году муниципалитет переехал из Кюменлааксо в Пяйят-Хяме.

## Демография
На 31 января 2011 года в общине Ийтти проживают 6997 человек: 3444 мужчины и 3553 женщины.
Финский язык является родным для 98,52 % жителей, шведский — для 0,36 %, для оставшихся 1,11 % жителей общины родными являются прочие языки.
Возрастной состав населения:
- до 14 лет — 14,25 %
- от 15 до 64 лет — 63 %
- от 65 лет — 22,87 %

Изменение численности населения по годам :
| Год  | Численность |
| ---- | ----------- |
| 1980 | 7770        |
| 1990 | 7889        |
| 2000 | 7534        |
| 2010 | 7005        |
| 2011 | 6997        |